# Viscardi Andrade
Viscardi Andrade Guimarães (Jales, 8 de março de 1984) é um lutador brasileiro de artes marciais mistas, formado pela equipe Ryan Gracie Team em São Paulo. Atualmente compete no peso meio médio do Ultimate Fighting Championship.

## Carreira no MMA
Viscardi tem um cartel de no total de 19 lutas, 14 vitórias e 5 derrotas, ele tem 4 vitórias por Nocaute/Nocaute Técnico,4 por Finalização e 6 por Decisão, e 1 derrota por Nocaute Técnico,1 por Finalização e 3 por Decisão. Viscardi lutou contra o lutador do UFC Iuri Alcântara no Jungle Fight 19 mas perdeu por decisão dividida. 

### The Ultimate Fighter Brasil 2
Viscardi foi um dos participantes do The Ultimate Fighter Brasil 2 e fez 3 lutas na casa do TUF lutou primeiro contra Thiago Jambo ganhou por Nocaute Técnico no fim do primeiro Round,e nas quartas de finais lutou contra David Vieira e ganhou por Decisão Unânime, e nas semifinais lutou contra William Macario mas acabou perdendo por Nocaute Técnico. 

### Ultimate Fighting Championship
Mesmo Viscardi perdendo nas semifinais do TUF Brasil 2 para William Macario conseguiu o contrato com o UFC. 
Viscardi fez sua estreia no UFC contra Bristol Marunde no dia 3 de Agosto de 2013 no UFC 163, no Rio de Janeiro. Viscardi venceu a luta por nocaute técnico aos 1:36 do primeiro round.
Viscardi enfrentou o sueco Nicholas Musoke no dia 15 de Fevereiro de 2014 no UFC Fight Night: Machida vs. Mousasi em Jaraguá do Sul, Santa Catarina. Viscardi perdeu por decisão unânime.
Viscardi era esperado para enfrentar outro sueco, dessa vez Andreas Stahl em 26 de Julho de 2014 no UFC on Fox: Lawler vs. Brown, porém uma lesão tirou Andrade do evento e ele foi substituído por Gilbert Burns. A luta entre Viscardi e Stahl foi remarcada para 27 de Junho de 2015 no The Ultimate Fighter: Brasil 4 Finale. No entanto, devido a problemas com o visto, algumas lutas do evento foram canceladas, inclusive a de .
Após mais de um ano fora do octógono, Andrade retornou para enfrentar Gasan Umalatov em 7 de Novembro de 2015 no UFC Fight Night: Belfort vs. Henderson III. Ele o venceu por decisão unânime.
Andrade enfrentou o australiano Richard Walsh em 19 de Março de 2016 no UFC Fight Night: Hunt vs. Mir e venceu por decisão unânime.

### Doping
O UFC foi notificada pela USADA - agência antidopagem dos Estados Unidos, que o exame de controle de dopagem de Viscardi em período fora de competição, precisamente 7 de março de 2016, possivelmente infringiu a política antidopagem da entidade.

## Cartel no MMA
| Cartel no MMA   |             |            |
| 26 lutas        | 19 vitórias | 7 derrotas |
| Por nocaute     | 5           | 1          |
| Por finalização | 6           | 1          |
| Por decisão     | 8           | 5          |

| Res.    | Cartel | Oponente                  | Método                       | Evento                                      | Data       | Round | Tempo | Local                          | Notas           |
| ------- | ------ | ------------------------- | ---------------------------- | ------------------------------------------- | ---------- | ----- | ----- | ------------------------------ | --------------- |
| Derrota | 19-7   | Abdoul Abdouraguimov      | Decisão (unânime)            | SHC 12: Strenght & Honor Championship 12    | 05/05/2018 | 3     | 5:00  | Genebra, Genebra               |                 |
| Vitória | 19-6   | Richard Walsh             | Decisão (unânime)            | UFC Fight Night: Hunt vs. Mir               | 19/03/2016 | 3     | 5:00  | Queensland, Brisbane           |                 |
| Vitória | 18-6   | Gasan Umalatov            | Decisão (unânime)            | UFC Fight Night: Belfort vs. Henderson III  | 07/11/2015 | 3     | 5:00  | São Paulo                      |                 |
| Derrota | 17-6   | Nicholas Musoke           | Decisão (unânime)            | UFC Fight Night: Machida vs. Mousasi        | 15/02/2014 | 3     | 5:00  | Jaraguá do Sul, Santa Catarina |                 |
| Vitória | 17-5   | Bristol Marunde           | Nocaute Técnico (socos)      | UFC 163: Aldo vs. Jung                      | 03/08/2013 | 1     | 1:36  | Rio de Janeiro                 | Estreia no UFC. |
| Vitória | 16-5   | Michel Vaz                | Nocaute Técnico (socos)      | MF - Moema Fight                            | 06/10/2012 | 1     | 0:31  | Moema, São Paulo               |                 |
| Vitória | 15-5   | Paulo Silva               | Nocaute Técnico (socos)      | BC - Brazil Combate                         | 19/04/2012 | 2     | 2:30  | São Paulo                      |                 |
| Vitória | 14-5   | Elizeu Zaleski dos Santos | Finalização (mata leão)      | MF - Max Fight 11                           | 17/03/2012 | 2     | 1:27  | Campinas, São Paulo            |                 |
| Vitória | 13-5   | Dyego Roberto             | Finalização (mata leão)      | Dragon Fight São Paulo - Dragon Fight       | 25/02/2012 | 2     | 3:45  | Votuporanga, São Paulo         |                 |
| Vitória | 12-5   | Marinho Moreira da Rocha  | Decisão (dividida)           | MF - Max Fight 10                           | 10/11/2011 | 3     | 5:00  | São Paulo                      |                 |
| Vitória | 11-5   | Arimarcel Santos          | Decisão (unânime)            | SPC - Super Power Combat                    | 08/10/2011 | 3     | 5:00  | Barueri São Paulo              |                 |
| Derrota | 10-5   | Edilberto de Oliveira     | Decisão (unânime)            | Fight Club 1 - Brazilian Stars              | 20/07/2011 | 2     | 5:00  | Rio de Janeiro                 |                 |
| Vitória | 10-4   | Flavio Alvaro             | Nocaute (socos)              | Bitetti Combat 8 - 100 Years of Corinthians | 04/12/2010 | 1     | 0:34  | São Paulo                      |                 |
| Vitória | 9-4    | Adriano Verdelli          | Finalização (mata leão)      | BC - Barueri Combat                         | 30/10/2010 | 1     | 3:53  | Barueri, São Paulo             |                 |
| Vitória | 8-4    | Anderson Crepaldi         | Finalização (chave de braço) | SCP - Super Challenge Pro                   | 26/09/2010 | 1     | 0:48  | Itapetininga, São Paulo        |                 |
| Vitória | 7-4    | Fernando Paulon           | Decisão (unânime)            | WOCS - Watch Out Combat Show 8              | 19/06/2010 | 3     | 5:00  | Rio de Janeiro                 |                 |
| Vitória | 6-4    | Rafael Augusto            | Decisão (unânime)            | IFC - Itu Fight Championship                | 04/06/2010 | 3     | 5:00  | Itu, São Paulo                 |                 |
| Derrota | 5-4    | Iuri Alcântara            | Decisão (dividida)           | Jungle Fight 19 - Warriors                  | 17/04/2010 | 3     | 5:00  | São Paulo                      |                 |
| Vitória | 5-3    | Allyson Pinheiro          | Nocaute (socos)              | FCF - First Class Fight 2                   | 28/05/2009 | 1     | 4:33  | São Paulo                      |                 |
| Vitória | 4-3    | Everton Santana Pinto     | Decisão (unânime)            | KA 1 - Kawai Arena 1                        | 13/12/2008 | 3     | 5:00  | São José dos Campos, São Paulo |                 |
| Derrota | 3-3    | Leandro Silva             | Decisão (unânime)            | BFF - Beach Fight Festival                  | 10/05/2008 | 3     | 5:00  | São Vicente, São Paulo         |                 |
| Derrota | 3-2    | Charles Oliveira          | Nocaute Técnico (socos)      | Predador FC 9 - Welterweight Grand Prix     | 15/03/2008 | 2     | 2:47  | São Paulo                      |                 |
| Vitória | 3-1    | Rafael Silva              | Decisão (unânime)            | Predador FC 9 - Welterweight Grand Prix     | 15/03/2008 | 3     | 5:00  | São Paulo                      |                 |
| Vitória | 2-1    | Adriano Freitas           | Finalização (mata leão)      | Mega Fight São Paulo - Mega Fight 3         | 21/10/2006 | 1     | 1:10  | São Paulo                      |                 |
| Vitória | 1-1    | Ricardo Silva             | Finalização (mata leão)      | Mega Fight São Paulo - Mega Fight 3         | 21/10/2006 | 1     | 2:00  | São Paulo                      |                 |
| Derrota | 0-1    | Magno Almeida             | Finalização (keylock)        | Ichigeki - Brazil 2006                      | 06/05/2006 | 1     | 3:55  | Bragança Paulista, São Paulo   |                 |